# Sineugraphe
Sineugraphe é um gênero de traça pertencente à família Arctiidae.